# نينزو ماتسومورا
نينزو (أو جينزو) ماتسومورا (باليابانية: 松村 任三)، عالم نبات ياباني ولد في 20 مارس 1856 في تاكاهاغي (محافظة إيباراكي)، توفي 4 مايو 1928.

## سيرته
ولد نينزو ماتسومورا في عائلة ساموراي واهتم في شبابه بعلم النبات. سافر في عمر الثلاثين للدراسة في فورتسبورغ وهايدلبرغ (1886–1888). عُين أستاذا مساعداً في جامعة طوكيو في 1883 ثم أستاذاً في 1890، ثم أصبح مديراً لحدائق النبات في 1897. شارك في إعداد القاموس الياباني الإنكليزي الشامل لبرينكلي، وله مؤلفات عديدة حول نباتات اليابان.